# О’Брайен, Алекс
Алекс О’Брайен (англ. Alex O'Brien; род. 7 марта 1970, Амарилло, Техас) — американский профессиональный теннисист, бывшая первая ракетка мира в парном разряде. Победитель Открытого чемпионата США и чемпион мира по версии АТР 1999 года в мужском парном разряде.

## Спортивная карьера

### Начало карьеры
За четыре года учёбы в Стэнфорде, где он получил первую учёную степень по американистике, Алекс О’Брайен четыре раза избирался в символическую любительскую сборную США в парном разряде и трижды — в одиночном. В 1992 году он выиграл студенческий (NCAA) чемпионат США и Канады в одиночном, парном и командном разрядах. К этому моменту он уже начал выступать в профессиональных турнирах, первым из которых стал «челленджер» в Нью-Хейвене в июле 1991 года. После окончания университета О’Брайен начал выступать в ранге профессионала. В июле 1992 года он выиграл «челленджер» в Эптосе (Калифорния) в одиночном и парном (с Полом Аннаконом) разрядах, а в сентябре повторил этот двойной успех в Монтеррее.
Уже в феврале 1993 года О’Брайен вошёл в число ста сильнейших теннисистов мира согласно рейтингу АТР, но до конца года в первой сотне удержаться не сумел и закончил сезон за её пределами. В парах он приблизился вплотную к первой сотне в ноябре, но так и не сумел в неё войти, хотя и дошёл до четвертьфинала турнира АТР высшей категории в Монреале, победив с Джаредом Палмером таких сильных соперников, как Рик Лич и Байрон Блэк. Уже в начале января следующего года на Оаху он вышел с Джонатаном Старком в финал своего первого турнира АТР и вошёл в сотню сильнейших в парном разряде, а в августе в Цинциннати с Сэндоном Столлом выиграл турнир высшей категории, победив по пути первую пару мира — Старка и Байрона Блэка. После этого он вошёл уже в число пятидесяти лучших теннисистов в парном разряде, а закончил сезон на 25-м месте в рейтинге. В одиночном разряде его успехи были намного скромней, и высшими достижениями сезона для него стали полуфинал в Мемфисе и четвертьфинал в Цинциннати. Тем не менее, он закончил год в числе ста лучших и в одиночном разряде. В 1995 году все основные успехи О’Брайена пришлись на парный разряд, где, не выиграв ни одного турнира, он со Столлом трижды дошёл до финала, в том числе и на Открытом чемпионате США, где в третьем круге они победили первую пару мира, Паула Хархёйса и Якко Элтинга.

### 1996—1999
В 1996 году партнёром О’Брайена стал канадец Себастьен Ларо, с которым они уже в начале сезона дошли до финала на Открытом чемпионате Австралии. В дальнейшем они дошли до четвертьфинала на Открытом чемпионате США и выиграли турнир высшей категории в Штутгарте, обеспечив себе участие в чемпионате мира АТР — итоговом турнире года. Там они одержали две победы в группе, в том числе и над первой парой мира Тоддом Вудбриджем и Марком Вудфордом, выиграли полуфинальный матч и лишь в финале, где во второй раз встретились с «Вудиз», уступили им. В одиночном разряде О’Брайен, занимавший 169 строчку в рейтинге, выиграл турнир АТР в Нью-Хейвене, одержав по ходу победы над Арно Бёчем, двадцатой ракеткой мира, и Евгением Кафельниковым, четвёртым в мире. Победа позволила ему подняться в рейтинге на 93 места, а после выхода в финал «челленджера» в Монтеррее он вошёл в число 50 лучших в одиночном разряде.
В январе 1997 года Ларо и О’Брайен второй раз подряд вышли в финал Открытого чемпионата Австралии, где их снова остановили Вудбридж и Вудфорд. После этого О’Брайена пригласили в сборную США на матч Кубка Дэвиса, но в паре с Ричи Ренебергом он проиграл соперникам из Бразилии. На командном Кубке мира его партнёром был Старк, но даже в таком составе они проиграли два матча из трёх. Зато с Ларо он продолжал побеждать: до конца сезона они ещё семь раз побывали в финалах, выиграв два из них. После финала Открытого чемпионата Италии в мае О’Брайен вошёл в десятку лучших игроков в парном разряде. Вскоре после этого он достиг высшего в карьере места в рейтинге в одиночном разряде, поднявшись на тридцатую строчку. В конце сезона они с Ларо второй год подряд участвовали в чемпионате мира АТР и на этот раз дошли до полуфинала.
1998 год О’Брайен провёл с несколькими разными партнёрами, в основном выступая со Старком, Байроном Блэком и Ларо. За сезон он в общей сложности пять раз играл в финалах турниров и два из них выиграл, включая турнир высшей категории в Штутгарте, где он победил во второй раз за карьеру. Однако на уровне турниров Большого шлема он выступал относительно неудачно, не проходя дальше третьего круга, и, потеряв в начале года место в десятке сильнейших, так в неё до конца сезона и не вернулся. В одиночном разряде в турнирах АТР он обычно выбывал из борьбы уже в первом или втором круге и, выиграв в начале года «челленджер» в Иллинойсе, к концу сезона откатился в середину второй сотни.
В 1999 году состоялось триумфальное возвращение О’Брайена в элиту мужского парного разряда. Сезон он начал с выигрыша в паре с Джаредом Палмером турнира в Дохе, а уже с середины февраля выступал практически только с Ларо, с которым за год выиграл три турнира, включая Открытый чемпионат США и турнир высшей категории в Париже. На Уимблдоне Ларо и О’Брайен дошли до четвертьфинала и к концу года обеспечили себе место в чемпионате мира АТР. В финальном турнире года они выиграли четыре встречи из пяти, в том числе в финале у индийской пары Махеш Бхупати—Леандер Паес, занимавшей в мировой иерархии первое место, и стали чемпионами мира по версии АТР, а сам О’Брайен закончил год на седьмом месте в рейтинге.

### Завершение карьеры
В 2000 году О’Брайен расстался с Ларо, готовившимся к Олимпиаде в Сиднее в паре со своим соотечественником Даниэлем Нестором, и возобновил выступления с Джаредом Палмером. Они удачно начали год: сначала им удалось дойти до полуфинала на Открытом чемпионате Австралии, затем они выиграли турнир высшей категории в Индиан-Уэллз и дошли до полуфинала в турнирах этой же категории в Майами и Монте-Карло. В мае О’Брайен поднялся на верхнюю строчку в рейтинге АТР, на которой оставался четыре недели. В дальнейшем, однако, совместные успехи с Палмером уже не были столь впечатляющими, они выиграли до конца года ещё только один турнир и дошли до четвертьфинала на Уимблдоне. В итоговом турнире года, носившем теперь название Кубок Мастерс, О’Брайен и Палмер проиграли две встречи из трёх на групповом этапе и не вышли в плей-офф.
На протяжении следующего сезона О’Брайен часто менял партнёров. Он выступал со Старком, с которым дошёл до финала в Мемфисе, с Ларо, с Байроном Блэком и с Джастином Гимелстобом, но так и не выиграл ни одного турнира впервые за шесть лет и к началу Открытого чемпионата США уже занимал в рейтинге место в конце четвёртого десятка. В Нью-Йорке они с Гимелстобом проиграли в первом же круге, и это фактически стало концом игровой карьеры О’Брайена, который вернулся после этого на корт только один раз, через год, в «челленджере» в Бербанке (Калифорния). Таким образом, его профессиональная карьера продолжалась всего десять лет.

## После окончания выступлений
Завершив выступления, Алекс О’Брайен вернулся в семейный бизнес (несколько поколений семейства О’Брайенов специализируются на производстве говядины) и основал компанию «Littlefield Ranch», основной товар которой — говяжьи стейки, которые продаются через Интернет.
В 1998 году О’Брайен основал Фонд молодёжного тенниса Алекса О’Брайена, целью которого было дать возможность заниматься теннисом детям из бедных семей в его родном Амарилло, штат Техас.

## Участие в финалах турниров Большого шлема в мужском парном разряде за карьеру (1+3)
| Результат | Год  | Турнир                           | Партнёр        | Соперники в финале         | Счёт в финале      |
| --------- | ---- | -------------------------------- | -------------- | -------------------------- | ------------------ |
| Поражение | 1995 | Открытый чемпионат США           | Сэндон Столл   | Тодд Вудбридж Марк Вудфорд | 3-6, 3-6           |
| Поражение | 1996 | Открытый чемпионат Австралии     | Себастьен Ларо | Петр Корда Стефан Эдберг   | 5-7, 5-7, 6-4, 1-6 |
| Поражение | 1997 | Открытый чемпионат Австралии (2) | Себастьен Ларо | Тодд Вудбридж Марк Вудфорд | 6-4, 5-7, 5-7, 3-6 |
| Победа    | 1999 | Открытый чемпионат США           | Себастьен Ларо | Махеш Бхупати Леандер Паес | 7-6(7), 6-4        |

### Участие в финалах турниров за карьеру (34)
| Легенда                                |
| -------------------------------------- |
| Большой шлем (4)                       |
| Чемпионат мира АТР (2)                 |
| ATP Super 9 / Masters (8)              |
| ATP Championship Series / ATP Gold (6) |
| ATP World / ATP International (14)     |

### Одиночный разряд (1)

#### Победа (1)
| Дата        | Турнир                               | Покрытие | Соперник в финале | Счёт в финале |
| ----------- | ------------------------------------ | -------- | ----------------- | ------------- |
| 12 авг 1996 | Volvo International, Нью-Хейвен, США | Хард     | Ян Симеринк       | 7-6(6), 6-4   |

### Мужской парный разряд (33)

#### Победы (13)
| №   | Дата        | Турнир                                              | Покрытие | Партнёр        | Соперники в финале             | Счёт в финале |
| --- | ----------- | --------------------------------------------------- | -------- | -------------- | ------------------------------ | ------------- |
| 1.  | 15 авг 1994 | Thriftway ATP Championships, Цинциннати, США        | Хард     | Сэндон Столл   | Марк Кратцман Уэйн Феррейра    | 6-7, 6-3, 6-2 |
| 2.  | 28 окт 1996 | Eurocard Open, Штутгарт, Германия                   | Хард (i) | Себастьен Ларо | Паул Хархёйс Якко Элтинг       | 3-6, 6-4, 6-3 |
| 3.  | 3 мар 1997  | Advanta Championships, Филадельфия, США             | Хард (i) | Себастьен Ларо | Патрик Гэлбрайт Эллис Феррейра | 6-3, 6-3      |
| 4.  | 28 июл 1997 | Infiniti Open, Лос-Анджелес, США                    | Хард     | Себастьен Ларо | Махеш Бхупати Рик Лич          | 7-6, 6-4      |
| 5.  | 13 апр 1998 | Гонконг                                             | Хард     | Байрон Блэк    | Невилл Годвин Туомас Кетола    | 7-5, 6-1      |
| 6.  | 2 ноя 1998  | Eurocard Open, Штутгарт (2)                         | Хард (i) | Себастьен Ларо | Махеш Бхупати Леандер Паес     | 6-3, 3-6, 7-5 |
| 7.  | 11 янв 1999 | Qatar Mobil Open, Доха                              | Хард     | Джаред Палмер  | Пит Норвал Кевин Ульетт        | 6-3, 6-4      |
| 8.  | 14 июн 1999 | Stella Artois Championships, Лондон, Великобритания | Трава    | Себастьен Ларо | Тодд Вудбридж Марк Вудфорд     | 6-3, 7-6(3)   |
| 9.  | 13 сен 1999 | Открытый чемпионат США, Нью-Йорк                    | Хард     | Себастьен Ларо | Махеш Бхупати Леандер Паес     | 7-6(7), 6-4   |
| 10. | 8 ноя 1999  | Paris Open, Франция                                 | Ковёр    | Себастьен Ларо | Джаред Палмер Паул Хархёйс     | 7-6, 7-5      |
| 11. | 15 ноя 1999 | Чемпионат мира АТР, Хартфорд, США                   | Ковёр    | Себастьен Ларо | Махеш Бхупати Леандер Паес     | 6-3, 6-2, 6-2 |
| 12. | 20 мар 2000 | Indian Wells Masters, США                           | Хард     | Джаред Палмер  | Сэндон Столл Паул Хархёйс      | 6-4, 7-6(5)   |
| 13. | 21 авг 2000 | Legg Mason Tennis Classic, Вашингтон, США           | Хард     | Джаред Палмер  | Андре Агасси Саргис Саргисян   | 7-5, 6-1      |

#### Поражения (20)
| №   | Дата        | Турнир                                                          | Покрытие | Партнёр          | Соперники в финале           | Счёт в финале      |
| --- | ----------- | --------------------------------------------------------------- | -------- | ---------------- | ---------------------------- | ------------------ |
| 1.  | 10 янв 1994 | Оаху, Гавайи, США                                               | Хард     | Джонатан Старк   | Том Нейссен Цирил Сук        | 4-6, 4-6           |
| 2.  | 28 фев 1994 | Чемпионат Аризоны, Скоттсдейл, США                              | Хард     | Сэндон Столл     | Ян Апелль Кен Флэк           | 0-6, 4-6           |
| 3.  | 13 фев 1995 | Sybase Open, Сан-Хосе, США                                      | Хард (i) | Сэндон Столл     | Джим Грэбб Патрик Макинрой   | 6-3, 5-7, 0-6      |
| 4.  | 15 мая 1995 | Чемпионат США на грунтовых кортах, Пайнхерст, Северная Каролина | Грунт    | Сэндон Столл     | Тодд Вудбридж Марк Вудфорд   | 2-6, 4-6           |
| 5.  | 11 сен 1995 | Открытый чемпионат США, Нью-Йорк                                | Хард     | Сэндон Столл     | Тодд Вудбридж Марк Вудфорд   | 3-6, 3-6           |
| 6.  | 29 янв 1996 | Открытый чемпионат Австралии, Мельбурн                          | Хард     | Себастьен Ларо   | Петр Корда Стефан Эдберг     | 5-7, 5-7, 6-4, 1-6 |
| 7.  | 17 июн 1996 | Stella Artois Championships, Лондон, Великобритания             | Трава    | Себастьен Ларо   | Тодд Вудбридж Марк Вудфорд   | 3-6, 6-7           |
| 8.  | 17 ноя 1996 | Чемпионат мира АТР, Хартфорд, США                               | Ковёр    | Себастьен Ларо   | Тодд Вудбридж Марк Вудфорд   | 4-6, 7-5, 2-6, 6-7 |
| 9.  | 27 янв 1997 | Открытый чемпионат Австралии, Мельбурн(2)                       | Хард     | Себастьен Ларо   | Тодд Вудбридж Марк Вудфорд   | 6-4, 5-7, 5-7, 3-6 |
| 10. | 28 апр 1997 | Чемпионат США на грунтовых кортах, Орландо (2)                  | Грунт    | Джеф Сэлзенстейн | Марк Мерклейн Винсент Спейди | 4-6, 6-4, 4-6      |
| 11. | 19 мая 1997 | Открытый чемпионат Италии, Рим                                  | Грунт    | Байрон Блэк      | Даниэль Нестор Марк Ноулз    | 3-6, 6-4, 5-7      |
| 12. | 4 авг 1997  | Du Maurier Open, Монреаль, Канада                               | Хард     | Себастьен Ларо   | Махеш Бхупати Леандер Паес   | 6-7, 3-6           |
| 13. | 18 авг 1997 | Pilot Pen International, Нью-Хейвен, США                        | Хард     | Себастьен Ларо   | Махеш Бхупати Леандер Паес   | 4-6, 7-6, 2-6      |
| 14. | 6 окт 1997  | Nokia Open, Пекин, КНР                                          | Хард (i) | Джим Курье       | Махеш Бхупати Леандер Паес   | 5-7, 6-7           |
| 15. | 30 мар 1998 | Lipton Championships, Майами, США                               | Хард     | Джонатан Старк   | Рик Лич Эллис Феррейра       | 2-6, 4-6           |
| 16. | 4 мая 1998  | AT&T Tennis Challenge, Атланта, США                             | Грунт    | Ричи Ренеберг    | Эллис Феррейра Брент Хайгарт | 3-6, 6-0, 2-6      |
| 17. | 24 авг 1998 | Pilot Pen International, Нью-Хейвен (2)                         | Хард     | Себастьен Ларо   | Уэйн Артурс Питер Трамакки   | 6-7, 6-1, 3-6      |
| 18. | 22 фев 1999 | Kroger St. Jude International, Мемфис, США                      | Хард (i) | Себастьен Ларо   | Тодд Вудбридж Марк Вудфорд   | 3-6, 4-6           |
| 19. | 20 янв 2000 | Qatar Mobil Open, Доха                                          | Хард     | Джаред Палмер    | Максим Мирный Марк Ноулз     | 3-6, 4-6           |
| 20. | 26 фев 2001 | Kroger St. Jude International, Мемфис (2)                       | Хард (i) | Джонатан Старк   | Боб Брайан Майк Брайан       | 3-6, 6-7(3)        |

#### Статистика участия в центральных турнирах в мужском парном разряде
| Турнир                                                   | 1992 | 1993 | 1994 | 1995 | 1996 | 1997 | 1998 | 1999 | 2000 | 2001 | Итого  | В/П за карьеру |
| -------------------------------------------------------- | ---- | ---- | ---- | ---- | ---- | ---- | ---- | ---- | ---- | ---- | ------ | -------------- |
| Открытый чемпионат Австралии                             | НУ   | НУ   | 1К   | 1К   | Ф    | Ф    | 3К   | 1К   | 1/2  | 3К   | 0 / 8  | 18-8           |
| Открытый чемпионат Франции                               | НУ   | НУ   | 1К   | 2К   | 3К   | 2К   | 1К   | 1К   | 1К   | 1К   | 0 / 8  | 4-8            |
| Уимблдонский турнир                                      | НУ   | НУ   | 2К   | 3К   | 3К   | 1К   | 2К   | 1/4  | 1/4  | 1К   | 0 / 8  | 12-8           |
| Открытый чемпионат США                                   | 1К   | 1К   | 3К   | Ф    | 1/4  | 2К   | 3К   | П    | 1/2  | 1К   | 1 / 10 | 23-9           |
| Чемпионат мира АТР / Кубок Мастерс                       | НУ   | НУ   | НУ   | НУ   | Ф    | 1/2  | НУ   | П    | КК   | НУ   | 1 / 4  | 10-7           |
| Олимпийские игры                                         | НУ   | -    | -    | -    | НУ   | -    | -    | -    | 2К   | -    | 0 / 1  | 0-1            |
| ATP Championship Series, Single Week / Super 9 / Masters |      |      |      |      |      |      |      |      |      |      |        |                |
| Индиан-Уэллз                                             | НУ   | НУ   | НУ   | 2К   | 2К   | 1/4  | 1/2  | 1К   | П    | 2К   | 1 / 7  | 13-6           |
| Майами                                                   | НУ   | НУ   | 2К   | 3К   | 1/4  | 3К   | Ф    | 2К   | 1/2  | 1К   | 0 / 8  | 12-8           |
| Монте Карло                                              | НУ   | НУ   | НУ   | НУ   | НУ   | НУ   | НУ   | НУ   | 1/2  | НУ   | 0 / 1  | 3-1            |
| Открытый чемпионат Италии                                | НУ   | НУ   | НУ   | НУ   | 2К   | Ф    | НУ   | 2К   | 1/4  | 1К   | 0 / 5  | 8-5            |
| Открытый чемпионат Германии                              | НУ   | НУ   | НУ   | НУ   | НУ   | НУ   | НУ   | НУ   | 1К   | 1К   | 0 / 2  | 0-2            |
| Монреаль / Торонто                                       | НУ   | 1/4  | 1/2  | 1К   | 1/4  | Ф    | 1К   | 2К   | 2К   | 2К   | 0 / 9  | 13-9           |
| Цинциннати                                               | НУ   | 2К   | П    | 2К   | 2К   | 1/2  | 1К   | 2К   | 1К   | 2К   | 1 / 9  | 12-8           |
| Стокгольм / Эссен / Штутгарт                             | НУ   | НУ   | 1/4  | 1К   | П    | 1/2  | П    | 1/4  | 2К   | НУ   | 2 / 7  | 14-5           |
| Париж                                                    | НУ   | НУ   | 1/4  | 1К   | 2К   | 1К   | 2К   | П    | 1/2  | НУ   | 1 / 7  | 8-6            |
| Рейтинг в конце года                                     | 188  | 113  | 25   | 31   | 15   | 7    | 20   | 7    | 8    | 80   | -      | -              |